# Antiintellektualismus
Antiintellektualismus bezeichnet die ideologische Ablehnung Intellektueller und gut gebildeter Personen. Diese Diskriminierungsform tritt besonders in extremen politischen Ideologien aber auch in modernen Gesellschaften in abgeschwächter Form auf.

## Antiintellektualismus im Faschismus

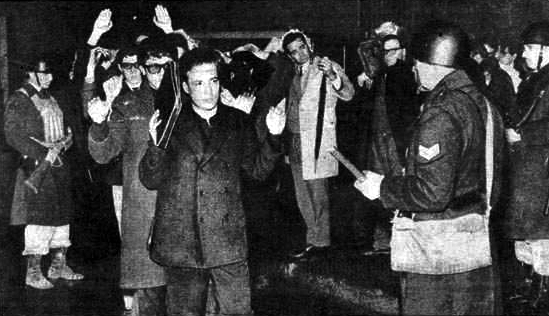
Die Verhaftungen unter Juan Carlos Onganía

In der argentinischen Diktatur unter Juan Carlos Onganía wurden 1966 die Universitäten stark unter Druck gebracht, um die neuen Gesetze der militärdiktatorischen Regierung zu akzeptieren. Daraufhin wurden viele Studenten und Professoren verhaftet oder sogar verprügelt. Dieser Vorfall ist unter dem Namen La Noche de los Bastones Largos bekannt.
Im spanischen Faschismus unter Francisco Franco waren Intellektuelle auch unbeliebt. Im spanischen Bürgerkrieg und in der darauffolgenden Diktatur bis 1972 waren die meisten der 200.000 zivilen Opfer Intellektuelle.
Auch unter italienischen Faschisten war der Antiintellektualismus weit verbreitet, so sagte der Philosoph Giovanni Gentile, der von vielen Faschisten als Vordenker gesehen wurde:

„Fascism combats [...] not intelligence, but intellectualism, [...] which is [...] a sickness of the intellect, [...] not a consequence of its abuse, because the intellect cannot be used too much. [...] [I]t derives from the false belief that one can segregate oneself from life.“

„Der Faschismus bekämpft nicht die Intelligenz, sondern den Intellektualismus, der eine Erkrankung der Intelligenz ist und keine Folge seines Missbrauchs, weil der Intellekt nicht zu viel gebraucht werden kann. Es kommt vom falschen Glauben, dass man sich selbst vom Leben abgrenzen kann“

Im Faschismus galten die Kommunisten als Feindbild als abgehoben, intellektuell und im „echten Leben der Arbeiterklasse“ unerfahren. So seien die Faschisten die besten Vertreter des einfachen Volkes. Tatsächlich waren besonders im 19. Jahrhundert und in der Anfangszeit der UdSSR viele Intellektuelle in der Politik, die jedoch nach wenigen Jahren nichts zu sagen hatten (Siehe Abschnitt Antiintellektualismus im Stalinismus).
Auch im Nationalen Sozialismus oder dem Nationalsozialismus gab es antiintellektuelle Bestrebungen: So wurde die Weimarer Republik als unnatürlich und von Intellektuellen, die vorwiegend als Juden erscheinen, konstruiert betrachtet. Dabei waren tatsächlich die wenigen Vorkämpfer der Demokratie Bildungseliten, beispielsweise die Mitglieder des Deutschen Republikanischen Reichsbundes.
Auch in Gedenk- und Propagandaschriften führender Nationalsozialisten äußert sich der Antiintellektualismus. So sind die Schriften häufig nicht auf einer theoretischen Grundlage verfasst, sondern auf biographischen und autobiographischen Ereignissen, die bei den unter 40-jährigen Nationalsozialisten eher auf die Zukunft abzielten. Da die Nationalsozialisten in der Kampfzeit bis 1933 noch keine politischen Erfahrungen hatten, war der seherische Charakter ohne jegliche Faktengrundlage ein wichtiges Propagandainstrument. Das zu lange Zögern und Überlegen wurde Sozialisten, also laut der Propaganda Intellektuellen, nachgesagt.
Im Rahmen des verklärten idealen Landarbeiterlebens galten Intellektuelle als dekadent und Übel der modernen Entwicklung.
Auf der anderen Seite wurden moderne technische Erfindungen im Deutschen Reich zur Zeit des Nationalsozialismus geschätzt und staatlich unterstützt. Die NSDAP stützte sich außerdem auf eine große Wählerschaft von Lehrern und Professoren, die sich durch jüdische Konkurrenz bedroht fühlten. Auch sprachen sich Intellektuelle wie Martin Heidegger oder Gottfried Benn für den Nationalsozialismus aus. Besonders in der frühen Zeit der Theorien des Nationalen Sozialismus im 19. Jahrhundert waren viele Intellektuelle die Ideenersteller.

## Antiintellektualismus im Kommunismus
In der CSSR waren Philosophen wie Václav Havel politisch unbeliebt, weil sie als nicht vertrauenswürdig gesehen wurden. Kritische Stimmen am politischen System kamen von Intellektuellen, die anschließend ungleich schlecht behandelt wurden. Generell war daher das Vertrauen in Philosophen und andere Intellektuelle gering.
Unter dem Social Engineering der Khmer Rouge wurden Intellektuelle verfolgt.
In der UdSSR gab es besonders in den ersten Jahren viele Intellektuelle in der Regierung. Die meisten alteingesessenen Intellektuellen des ehemaligen Russischen Reiches wurden allerdings als Diener des Kapitals diskriminiert und repressioniert, wenn sie sich nicht dem Sozialismus zuwandten. Viele sind ins Ausland geflohen, um dort ungestört ihre Arbeit fortzusetzen.
Auch unter den deutschen Kommunisten der KPD dieser Zeit (in der Zeit der sogenannten Weimarer Republik) war eine ähnliche Ansicht verbreitet: Zwar positionierte sich die KPD als antifaschistische Partei auch gegen den Judenhass, stellte aber zuweilen falsche Behauptungen über Juden, die angeblich die NSDAP finanziell unterstützen auf. Dabei waren für die KPD die feindlichen Juden nur ein Teil des großen globalen Kapitals und der Finanzelite, die als intellektuell dargestellt wurde. Zudem kam die Charakterisierung des Arbeiters als Gegenbild zum Intellektuellen, der nicht mit seinen Händen arbeiten muss und angeblich die Früchte der Arbeit Fremder ohne eigene Leistung erntet und die Arbeiterklasse ausbeutet.
Nicht nur die Monarchisten der russischen Reichsregierung, sondern auch Intellektuelle der Sozialrevolutionären waren unbeliebt und wurden von wichtigen Positionen vertrieben. Diese bildeten in der Frühzeit Sowjetrusslands einen großen Teil der sozialistischen Opposition zu den Bolschewisten.
Besonders Juden unter den Intellektuellen gerieten schnell ins Visier von Antisemiten, die behaupteten und behaupten, dass die Juden für eine Weltverschwörung verantwortlich sind. Obwohl viele dieser Juden wie Leo Trotzki sich für die UdSSR einsetzten waren sie von der intersektionalen Form des Antisemitismus und Antiintellektualismus betroffen. Daher wurden viele von ihnen vernichtet oder mussten fliehen. In der späteren Zeit wurden zuweilen falsche und unwissenschaftliche Theorien von sowjetischen Politikern verbreitet, beispielsweise die Theorie des Lyssenkoismus, die seinerzeit bereits veraltet war und von einem Wissenschaftler, der gefälscht hat, aufgestellt wurde.
In der zweiten großen Welle des Antisemitismus in der UdSSR um das Jahr 1950 herum, die in Verbindung mit der Gründung des Staates Israel stand, trafen die repressiven Maßnahmen erneut primär intellektuelle Juden.
Eine neue gut gebildete Schicht wurde aber stark begrüßt, da Technologen aller Art für die Industrialisierung notwendig waren. So gab es 1897 im gesamten Russischen Reich nur 6000 Technologen und Ingenieure in allen Bereichen, wovon die meisten aus westeuropäischen Staaten stammten. 1941 gab es 250.000 Absolventen im Ingenieurwesen.
Im Kontrast dazu stehen Arbeiterbildungsvereine, die von sozialistischen Trägern geführt wurden. Mitglieder der Arbeiterklasse bildeten sich dort freiwillig in Themen fort, die nicht ihre alltägliche Arbeit betrafen.
In der frühen UdSSR und in der DDR wurden viele Arbeiter und Bauernkinder auf ein Hochschulstudium vorbereitet, in der DDR durch Arbeiter-und-Bauern-Fakultäten, in der UdSSR durch RabFaks. Zudem wurde der Analphabetismus des Russischen Reichs durch Bemühungen der sowjetischen Politik bekämpft.
Außerdem waren tatsächlich viele Intellektuelle in sozialistischen Kreisen tätig, die während der Sowjetrevolution oftmals den Ton angaben, da sie diejenigen waren, die sich zuvor mit der marxistischen Theorie befasst hatten. Vor der Revolution haben sie bereits politische Organisationen gegründet oder über mögliche sozialistische Staatssysteme philosophiert. Allerdings war das nur ein kleiner Teil der sogenannten russischen Intelligenzija. Auch Rudi Dutschke, ein Sozialist, der in westlichen Ländern den Sozialismus propagierte, war ein Intellektueller.

## Antiakademismus
Der Antiakademismus ist eine Unterart des Antiintellektualismus, die bereits seit dem 15. Jahrhundert in Form von Gelehrtenkarikaturen und konservativen Gruppierungen von Künstlern existiert.
Im Mittelalter machten sich viele über verschrobene Professoren mit weltfremdem Wissen lustig.
Aber auch von akademischer Seite gab es viel Kritik und Antiakademismus: Insbesondere von Seiten der Geisteswissenschaftler, also von Akademikern aus, gab und gibt es immer wieder heftige Kritik am akademischen System. Dieser einrichtungsbezogenen Antiakademismus hatte zur Folge, dass sich die Institutionen immer wieder erneuern mussten und alte Grundsätze hinterfragt wurden.
Heutzutage findet Antiakademismus besonders bei Populisten Anklang. Dabei richtet sich der Hass gegen vermeintlich „nutzlose Geisteswissenschaftler“ und „unnötige Überakademisierung“, die angeblich keine sinnvolle Arbeit leisten können und auf Kosten der nicht akademisch Gebildeten leben.
Aus dem Grund wurden beispielsweise in Ungarn wichtige Universitäten geschlossen und in den USA Forschungsgelder entzogen.